# Henri Van Assche
Henri Van Assche (30. srpna 1774, Brusel – 10. dubna 1841, Brusel) byl belgický malíř krajinář.

## Životopis
Narodil se v Bruselu dne 30. srpna 1774. Od mládí projevoval zálibu v malování a od svého otce, který byl význačným amatérským umělcem, se naučil základy designu a perspektivy. Poté se učil u malíře Deroye v Bruselu. Od něho se naučil dalším malířským technikám. Cestování po Švýcarsku a Itálii přispělo k rozvoji jeho talentu krajináře. Jeho oblíbenými kompozicemi byly obrazy vodopádů, horských potoků a mlýnů, což mu vyneslo přízvisko „Malíř vodopádů“. Několik jeho kreseb lze vidět ve veřejných i soukromých sbírkách v Bruselu, Gentu, Lille a Haarlemu. Na některých jsou zobrazeny i postavy a zvířata od Balthasara Paula Ommegancka. Henri van Assche zemřel v Bruselu dne 10. dubna 1841.

## Dílo

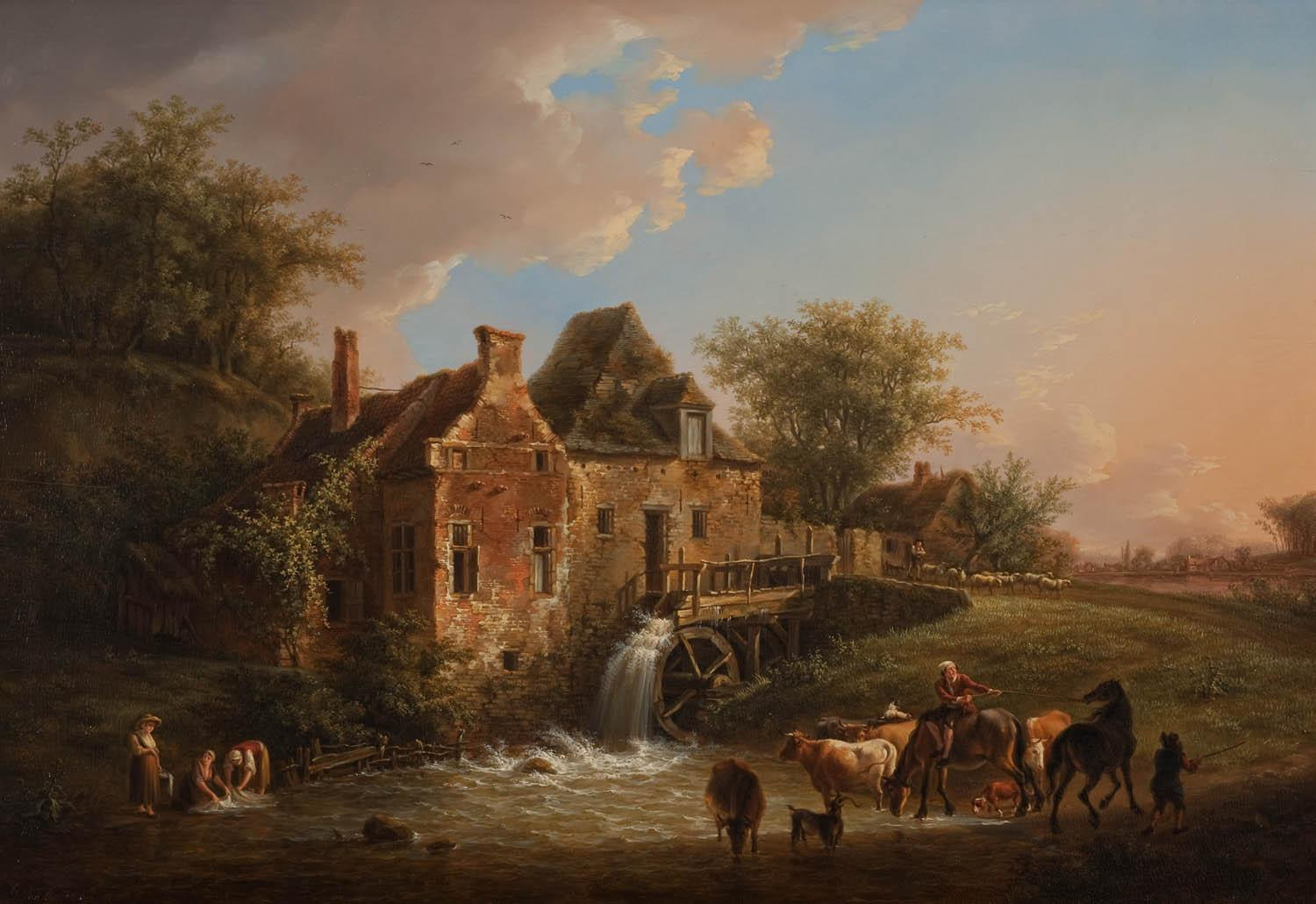
Krajina s vodopádem farmou, Henri Van Assche, 1806

Učil malovat svou neteř Isabelle Catherine van Assche. Její sestra, Amélie van Assche, se stala dvorní malířkou belgické královny Luisy Marie Orleánské.